# Hirofumi Moriyasu
Hirofumi Moriyasu (ur. 23 kwietnia 1985 w Tokio) – japoński piłkarz występujący na pozycji obrońcy.

## Kariera piłkarska
Od 2004 do 2014 roku występował w Japan Soccer College, Mitsubishi Mizushima, APIA Leichhardt, Sydney FC i FC Gifu.